# Elpidia glacialis
Elpidia glacialis is een zeekomkommer uit de familie Elpidiidae.
De wetenschappelijke naam van de soort werd in 1876 gepubliceerd door Johan Hjalmar Théel.

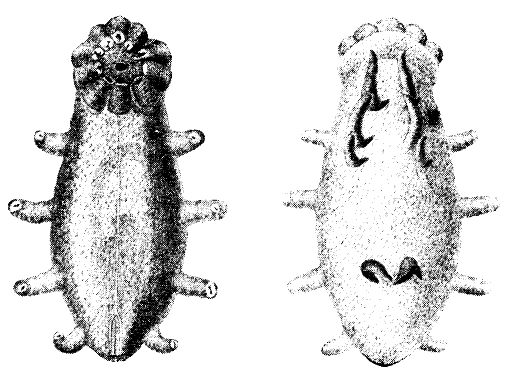
Elpidia glacialis, afgebeeld in 1919